# Doris Femminis
Doris Femminis (* 1972 im Kanton Tessin) ist eine italienischsprachige Schweizer Schriftstellerin.

## Leben
Doris Femminis wuchs in Cavergno im Tessiner Maggiatal auf. Sie wurde in der psychiatrischen Klinik in Mendrisio zur Psychiatriepflegerin ausgebildet und war danach acht Jahre lang als Ziegenhirtin im Bavonatal tätig. Dann zog sie nach Genf für ein Vertiefungsstudium. Heute (Stand: Mai 2023) arbeitet sie als Spitex-Krankenschwester im Kanton Waadt und lebt mit ihrer Familie am Lac de Joux.
2016 veröffentlichte sie ihren ersten Roman. Für ihren zweiten Roman Fuori per sempre erhielt sie einen Schweizer Literaturpreis 2020.

## Auszeichnungen
- 2020: Schweizer Literaturpreis

## Werke
- Chiara cantante e altre capraie. Pentàgora, Savona 2016, ISBN 978-88-98187-40-9.
- Fuori per sempre. Marcos y Marcos, Mailand 2019, ISBN 978-88-7168-853-4.
  - Für immer draussen. Roman. Deutsch von Barbara Sauser. Edition 8, Zürich 2022, ISBN 978-3-85990-436-1.